# Ваньчай (рынок)
Рынок Ваньчай (кит. 灣仔街市) — старое здание рынка Ваньчай было построено в 1937 году. Оно расположено на пересечении Восточный Куин Роудз и Ваньчай Роудз в районе Ваньчай. Здание входит в Список исторических зданий третьего класса в Гонконге.

## История
Своё название рынок получил в 1917 году. Изначально он также использовался как гараж для повозок, запряженных волами, и поэтому назывался «Мокрый гараж» (китайское: 濕車庫).
На архитектурный стиль здания рынка повлияла архитектура модернизма, популярный в 1930-х годах.
Во время японской оккупации подвал рынка Ваньчай использовался японскими солдатами для хранения трупов.
В 1961 году рынок был реконструирован с целью улучшения, чтобы он мог конкурировать с другими рынками района.
В 2011—2013 годах здание рынка было полностью отремонтировано. Позади возвели многоэтажное жилое здание.

## Фотогалерея

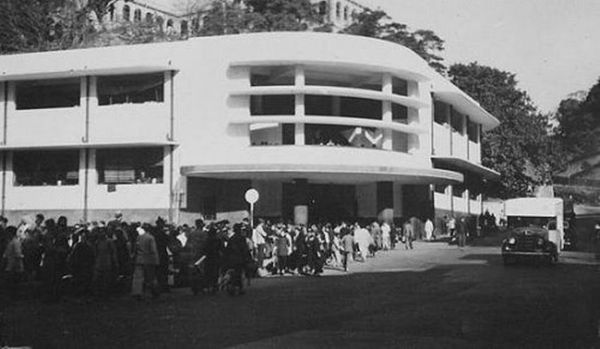
здание рынка, 1957 год
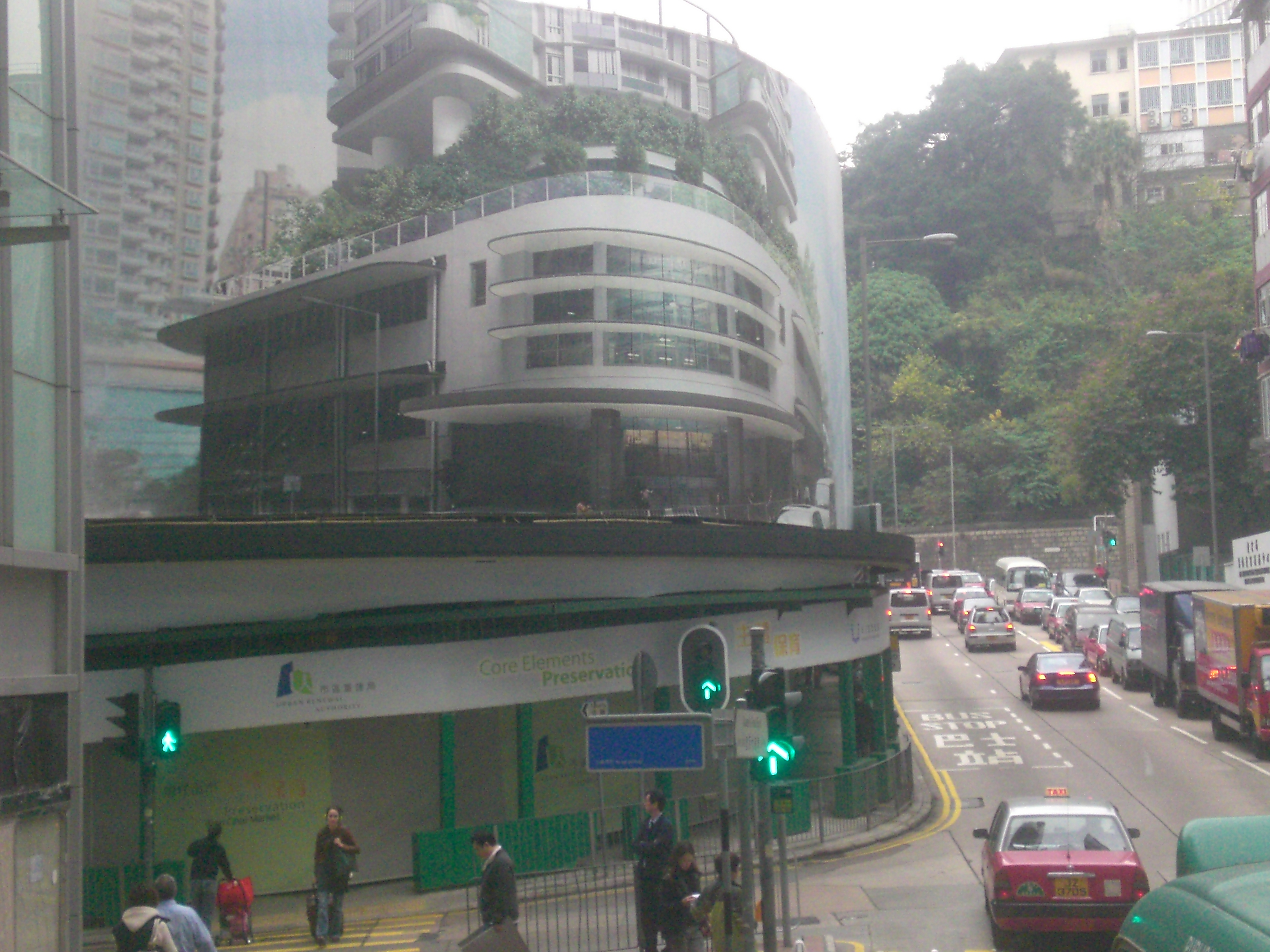
фасад здания во время порлномасштабной перестройки, 2010 год